# دلال مسفر الحارث
دلال مسفر الحارث (مواليد 28 نوفمبر، 1999) هي لاعبة قوى عدو سريع قطرية. نافست في الألعاب الأولمبية الصيفية 2016 في سباق 400 متر سيدات، وسجلت زمناً قدره 1:07:12 في الجولات الأولى لذا لم تتأهل لنصف النهائي. وكانت قبل ذلك شاركت في في بطولة العالم المدرسية لألعاب القوى بمدينة ووهان الصينية حيث حصلت على الميدالية الفضية في سباق 200 متر جري.

## روابط خارجية
- دلال مسفر الحارث على موقع الاتحاد الدولي لألعاب القوى (الإنجليزية)
- دلال مسفر الحارث على موقع أوليمبيديا (الإنجليزية)